# Woodstock (Connecticut)
Woodstock és una població dels Estats Units a l'estat de Connecticut. Segons el cens del 2005 tenia 8.047 habitants.

## Demografia
Segons el cens del 2000, Woodstock tenia 7.221 habitants, 2.754 habitatges, i 2.048 famílies. La densitat de població era de 46,1 habitants/km².
Dels 2.754 habitatges en un 36,1% hi vivien nens de menys de 18 anys, en un 64,9% hi vivien parelles casades, en un 6,9% dones solteres, i en un 25,6% no eren unitats familiars. En el 20,5% dels habitatges hi vivien persones soles el 8,3% de les quals corresponia a persones de 65 anys o més que vivien soles. El nombre mitjà de persones vivint en cada habitatge era de 2,62 i el nombre mitjà de persones que vivien en cada família era de 3,04.
Per edats la població es repartia de la següent manera: un 26,3% tenia menys de 18 anys, un 5,3% entre 18 i 24, un 30,1% entre 25 i 44, un 25,9% de 45 a 60 i un 12,4% 65 anys o més.
L'edat mediana era de 39 anys. Per cada 100 dones de 18 o més anys hi havia 94,6 homes.
La renda mediana per habitatge era de 55.313 $ i la renda mediana per família de 65.574 $. Els homes tenien una renda mediana de 46.017 $ mentre que les dones 30.222 $. La renda per capita de la població era de 25.331 $. Aproximadament l'1,9% de les famílies i el 4,2% de la població estaven per davall del llindar de pobresa.